# Luís Figo
Luís Filipe Madeira Caeiro Figo, portugalski nogometaš, * 4. november 1972, Lizbona, Portugalska.
Figo je kariero začel pri lizbonskem klubu Sporting CP v portugalski ligi, za člansko moštvo je med letoma 1989 in 1995 odigral 137 prvenstvenih tekem in dosegel 16 golov. S klubom je osvojil portugalski pokal leta 1995. Še istega leta je prestopil v Barcelono, za katero je v španski ligi do leta 2000 odigral 172 prvenstvenih tekem in dosegel 30 golov. S klubom je osvojil naslov državnega prvaka v sezonah 1997/98 in 1998/99, državni pokal v letih 1997 in 1998, državni superpokal leta 1996 ter Pokal pokalnih zmagovalec in evropski superpokal leta 1997. Leta 2000 je kot eden redkih nogometašev neposredno prestopil iz Barcelone v Real Madrid, za katerega je do leta 2005 odigral 164 prvenstvih tekem in dosegel 36 golov. Z Realom je osvojil naslov državnega prvaka v sezonah 2000/01 in 2002/03, državni superpokal v letih 2001 in 2003 ter Ligo prvakov, evropski superpokal in medcelinski pokal leta 2002. Ob koncu karier je zaigral v Serie A za Inter, za katerega je do konca svoje kariere leta 2009 odigral 105 prvenstvenih tekem in dosegel devet golov. S klubom je osvojil naslov državnega prvaka v sezonah 2005/06, 2006/07, 2007/08 in 2008/09, državni pokal leta 2006 ter državni superpokal v letih 2005, 2006 in 2008.
Za portugalsko reprezentanco je med letoma 1991 in 2006 odigral 127 uradnih tekem in dosegel 32 golov. Nastopil je na svetovnih prvenstvih v letih 2002 in 2006 ter evropskih prvenstvih v letih 1996, 2000 in 2004. Leta 2004 je z reprezentanco osvojil naslov evropskega podprvaka, leta 2000 uvrstitev v polfinale evropskega prvenstva, leta 2006 pa četrto mesto na svetovnem prvenstvu.